# ガル・ゴレナク
ガル・ゴレナク（Gal Gorenak 、2003年10月24日 - ）は、スロベニア・ドラヴィニャ出身のプロサッカー選手。NKアルミニイ所属。ポジションは、ミッドフィールダー。